# Makati
Makati is een stad op het eiland Luzon in de Filipijnen. De stad vormt samen met 16 andere steden en gemeenten de National Capital Region, ook wel Metro Manilla genoemd. Bij de census van 2020 telde de stad bijna 630 duizend inwoners.

## Geografie

### Topografie
Makati ligt aan de zuidoostgrens van de Filipijnse hoofdstad Manilla aan de westkant van het grootste Filipijnse eiland Luzon. De stad wordt behalve door Manilla in het noordwesten omgeven door diverse andere steden en gemeenten die alle deel uitmaken van Metro Manila. In het noorden ligt Mandaluyong, in het noordoosten Pasig, in het oosten Pateros, in het zuidoosten en zuiden Taguig en in het zuidwesten en westen Pasay. Met een oppervlakte van 21,57 ha. is Makati iets kleiner dan Manilla.

### Bestuurlijke indeling
Makati is onderverdeeld in de volgende 33 barangays:
| - Bangkal - Bel-Air - Cembo - Comembo - Carmona - Dasmari - East Rembo - Forbes Park - Guadalupe Nuevo - Guadalupe Viejo - Kasilawan - La Paz - Magallanes - Olympia - Palanan - Pembo - Pinagkaisahan | - Pio Del Pilar - Pitogo - Poblacion - Post Proper Northside - Post Proper Southside - San Antonio - San Isidro - San Lorenzo - Santa Cruz - Singkamas - South Cembo - Tejeros - Urdaneta - Valenzuela - West Rembo - Rizal |

### Bevolkingsgroei
Makati had bij de census van 2020 een inwoneraantal van 629.616 mensen. Dit waren 47.014 mensen (8,07%) meer dan bij de vorige census van 2015. Ten opzichte van de census van 2000 was het aantal inwoners gegroeid met 184.749 mensen (41,53%). De gemiddelde jaarlijkse groei in die periode kwam daarmee uit op 1,75%, ongeveer gelijk aan het landelijk jaarlijks gemiddelde over deze periode (1,79%).

De bevolkingsdichtheid van Makati was ten tijde van de laatste census, met 629.616 inwoners op 21,57 km², 24526,6 mensen per km².

## Bestuur en politiek
Zoals alle steden in de Filipijnen wordt Makati bestuurd door een burgemeester. De huidige burgemeester van de stad, Abigail Binay, is tijdens de verkiezingen van 2016 gekozen als opvolger van haar broer Jejomar Binay jr.. Bij de verkiezingen van 2019 en 2022 werd ze herkozen. De viceburgemeester van Manilla is Monique Yazmin Lagdameo. Ook zij werd in 2016 voor de eerste maal gekozen en in 2019 en 2022 herkozen. Lagdameo is het voorzitter van de stadsraad. Deze raad is samengesteld uit 16 gekozen afgevaardigden en 2 ex-officio leden. De ex-officio leden zijn de president van provinciale afdeling van de Association of Barangay Captains en de president van de provinciale Sangguniang Kabataan (jeugdraad). De overige leden worden rechtstreeks gekozen door de stemgerechtigde inwoners in de twee kiesdistricten van Makati. Beide kiesdistricten worden door acht raadsleden vertegenwoordigd.
Makati heeft twee gekozen afgevaardigden in het Filipijnse Huis van Afgevaardigden, onderdeel van het Filipijns Congres. Elke afgevaardigde een van de twee kiesdistricten van de stad. In 2022 werden Romulo Peña jr. (1e kiesdistrict) en Luis Campos (2e kiesdistrict) namens Makati gekozen in het Huis.
Lijst van burgemeesters van Makati vanaf 1901
| - Marcelino Magsaysay (1901-1903) - Eusebio Arpilleda (1903-1908) - Hermogenes Santos (1908-1911) - Urbano Navarro (1911-1913) - Jose Magsaysay (1913-1916) - Pedro Domingo (1917-1919) - Ricardo Arpilleda (1919-1920) - Nicanor Garcia (1922-1934) - Jose Villena (1935-1941) | - Pablo Cortez (1945-1947) - Jose Villena (1948-1954) - Ignacio Babasa (1954) - Bernardo Umali (1954) - Maximo Estrella (1956-1969) - Jose Luciano (1969-1971) - Cesar Alzona (1971) - Nemesio Yabut (1972-1986) - Jejomar Binay (1986-1987) | - Sergio Santos (1987-1988) - Jejomar Binay (1988-1998) - Elenita Binay (1998-2001) - Jejomar Binay (2001-2010) - Jejomar Binay jr. (2010-2016) - Abigail Binay (2016-2025) |

## Cultuur en recreatie

### Parken
In Makati liggen diverse parken. Het grootste is Makati Park and Garden, langs de zuidoever van de Pasig. Andere parken en groenstroken zijn Ayala Triangle Gardens, Washington Sycip Park, Salcedo Park en Greenbelt Park, naast het overdekte winkelcentrum Greenbelt Mall. In de stad ligt tevens de begraafplaats zoals Manila South Cemetery.

### Musea
In Makati zijn diverse musea te vinden. De bekendste daarvan is het Ayala Museum, waar onder meer werken van Filipijnse meesters als Juan Luna, Fernando Amorsolo en Fernando Zóbel de Ayala te zien zijn. Andere musea in de stad zijn het Makati Museum en het Yuchengco Museum.

### Sport
Het Makati Coliseum, een van de meeste bekende sportcomplexen van National Capital Region, ligt in Makati. Het was jarenlang de locatie voor basketbalwedstrijden in de Philippine Basketball Association, de Philippine Basketball League, de National Collegiate Athletic Association, de University Athletic Association of the Philippines en de National Athletic Association of Schools, Colleges and Universities. Ook was het de locatie voor grote bokswedstrijden, sporttoernooien en concerten. In het zuidoostelijke deel van Makati, achter Forbes Park, een afgesloten woonwijk voor welgestelde inwoners van de stad, liggen de Manila Golf Club en the Manila Polo Club. De Manila Golf Club heeft de beschikking over een baan van 18 holes.

## Stedenband
- Cluj-Napoca, (Roemenië)
- Los Angeles (Verenigde Staten)

## Geboren
- Pio del Pilar (1860-1931), generaal in de Filipijnse Revolutie
- Fred Elizalde jr. (1940), zakenman
- Eileen Ermita-Buhain (1969), politicus
- Juan Miguel Zubiri (1969), politicus
- Carlos Celdran(1972), activist, standup-comedian en toeristengids
- Jun Lana (1972), schrijver toneelstukken en filmscenario’s
- Nancy Binay (1973), senator
- Tim Tebow (1987), Amerikaans Americanfootballspeler